# Tamás Gábor
Tamás Gábor (Budapest, 24 aprile 1932 – Budapest, 6 maggio 2007) è stato uno schermidore ungherese, vincitore di una medaglia d'oro nella scherma ai giochi olimpici.